# Generación (filosofía)
En filosofía, la generación es el cambio que consiste en pasar del no ser al ser. Su complemento es la aniquilación, destrucción o corrupción que es el cambio desde el ser hacia el no ser.

## Historia

### Antigüedad

#### Presocráticos - Parménides
La génesis fue la cuestión que más conmovió a los filósofos presocráticos desde el principio. Pero, en medio de múltiples disquisiciones sobre los procesos de conformación del cosmos y su evolución, Parménides argumentó contra la idea de que estos cambios se dieran en lo que verdaderamente es (DK 28 B 8, v. 5 - 21), reconociendo a su vez que las opiniones de los mortales dan cabida a estas ideas y las aplican a los elementos del cosmos, cayendo en una suerte de ilusión:

Así ciertamente, según la opinión, surgieron estas cosas y ahora son, y luego, en el futuro, desaparecerán, tras haber existido;
DK 28 B 19, v. 1 - 2

Parménides sostiene tal pensamiento sobre la base de una decisión crucial: "Es o no es" (DK 28 B 8, 16).

#### Platón
Platón acepta la distinción básica entre lo que siempre es (τὸ ὄν ἀεί - tò ón aéi), no afectado por generación alguna; y lo que siempre deviene (τὸ γιγνόμενον ἀεί - tò gignómenon aéi), que es generado. Lo que siempre es, es el reino de las Formas, inmutables, captadas por la Inteligencia (νόησις - nóesis), mientras que lo que deviene es lo sensible, captado por la opinión acompañada de sensación. Entre ambos mundos hay una relación de modelo (las Formas) a copia (lo que deviene, lo visible) (Timeo 28a-29b).
Para Platón, el mundo de las Formas, inengendrado, tampoco es susceptible de destrucción, en cambio, todo lo generado puede corromperse. Hay, sin embargo, en el todo de lo que deviene, el Cosmos, una semejanza de lo eterno en las Ideas: el tiempo, imagen móvil de la eternidad.(Timeo 37d-e).
En la concepción platónica, es esencial para comprender el proceso de generación por imitación, un material plástico que actúe como receptáculo de las semejanzas de las Formas, que en el Timeo recibe el nombre de χώρα (chōra), espacio o sede de todo lo que deviene (Timeo 49e - 52c7).

#### Aristóteles
Aristóteles presentó su distinción entre ser en potencia y ser en acto, lo que le permitió pensar un estado intermedio entre el ser y el no ser, a lo que llamó génesis (γένεσις, Metafísica 994 a 27 - 28).
Trató sobre la generación y la corrupción también al realizar un tratamiento sistemático del cambio (μεταβολή, Met., XI, 11. 1067 b).  Allí sostiene que existen cambios accidentales y cambios que se dan en un sujeto o sustrato (ὑποκείμενον). Aquel que va de un no-sujeto a un sujeto  es la generación , que puede ser pensada como absoluta o de algo determinado. El cambio que va de un sujeto a un no-sujeto es la corrupción (φθορά), que también puede ser absoluta o determinada. Son cambios que se dan solo entre lo contradictorio, y no pueden ser considerados movimiento (κίνησις), y se distinguen del cambio desde un sujeto a un sujeto, que sí es movimiento (1068a). La generación y la corrupción se dan en el mismo sujeto, y lo que termina de generarse, al punto se corrompe. Este tipo de cambio debe estar sustentado por la materia (hyle, ὕλη). Y solo se presenta en la cualidad, la cantidad y el lugar, pero no en la substancia (ousía, οὐσία), puesto que las primeras tres categorías admiten opuestos, pero no hay movimiento posible en la substancia (1068b).
Una obra del filósofo habla especialmente de estos conceptos: De generatione et corruptione, donde define a la materia como "el substrato que recibe la generación y la corrupción" (τὸ ὑποκείμενον τῆς γενέσεως καὶ φθορᾶς δεκτικόν, 320 a 2).

### Escolástica
En general, los autores medievales distinguieron el concepto de generación del de creación. Santo Tomás de Aquino sostuvo que generación consiste en dar una nueva forma a la materia, o sea, la producción de algo a partir de algo. En cualquier caso, afecta al compuesto de materia y forma, puesto que la materia misma y la forma no son pasibles de generación. La generación es un "llegar a ser", mientras que la corrupción es un "dejar de ser" (Summa contra Gentiles I, 28).